# جادوگر شهر از (فیلم ۱۹۸۲)
جادوگر شهر از (انگلیسی: The Wizard of Oz) فیلمی به کارگردانی فومیهیکو تاکایاما است که در سال ۱۹۸۲ منتشر شد. از بازیگران آن می‌توان به آیلین کوئین و لورن گرین اشاره کرد.

## داستان
دوروتی (آرزو) همراه عمو و زن عموی خود در روستایی به سر می برد. یک روز که عمو و زن عموی او به شهر می روند طوفان و گردباد شدیدی شروع می شود و خانه ی آنها را به آسمان می برد و در یک مکان جادویی فرود می آورد. آرزو با جادوگرهایی مواجه می شود و برای برگشتن پیش عمویش باید به نزد شیطون شاه برود و طلسم او را باطل کند. در راه با یک مترسک، یک هیزم شکن آهنی و یک شیر مواجه می شود که برای پس گرفتن مغز، قلب و شجاعت خود از شیطون شاه با آرزو همسفر می شوند...

## دوبله فارسی
این فیلم کارتونی با نام «آرزو و شیطون شاه» در دهه ۶۰ خورشیدی دوبله و در تلویزیون ایران چندین بار به نمایش در آمد.
دوروتی (آرزو): ناهید امیریان
مترسک: اصغر افضلی
تبرزن آهنی: حسین معمار زاده
شیر: صادق ماهرو
شیطون شاه: ژاله علو
عموی آرزو: کنعان کیانی